# Ochtholambrus
Ochtholambrus is een geslacht van kreeftachtigen uit de klasse van de Malacostraca (hogere kreeftachtigen).

## Soorten
- Ochtholambrus excavatus (Stimpson, 1871)
- Ochtholambrus pulchellus (A. Milne-Edwards, 1868)
- Ochtholambrus stimpsoni (Garth, 1958)